# Витенбург
Витенбург (њем. Wittenburg) град је у њемачкој савезној држави Мекленбург-Западна Померанија. Једно је од 89 општинских средишта округа Лудвигслуст. Према процјени из 2010. у граду је живјело 4.864 становника. Посједује регионалну шифру (AGS) 13054117.

## Географски и демографски подаци
Витенбург се налази у савезној држави Мекленбург-Западна Померанија у округу Лудвигслуст. Град се налази на надморској висини од 40 метара. Површина општине износи 46,2 km². У самом граду је, према процјени из 2010. године, живјело 4.864 становника. Просјечна густина становништва износи 105 становника/km².